# 野口泰

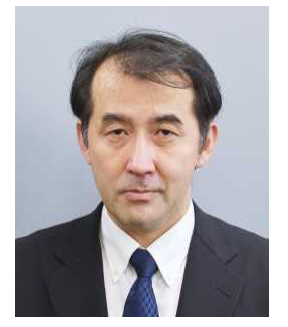
在サンフランシスコ日本国総領事館ホームページより

野口 泰（のぐち やすし　昭和41年5月7日 - ）は、日本の外交官。
山口市立大殿中学校卒業、山口県立山口高等学校卒業、京都大学法学部第二類卒業（平成2年3月）
山口県出身。   

## 略歴
- 平成2年4月　外務省入省
- 平成17年8月　在ペルー日本国大使館 一等書記官
- 平成19年1月　在ペルー日本国大使館 参事官
- 平成19年7月　大臣官房総務課 課長補佐 兼中南米局南米カリブ課（～平成19年8月）
- 平成19年8月　兼大臣官房（Ｇ8サミット準備事務局）事務局次長（～平成20年7月）
- 平成20年7月　兼大臣官房総務課監察査察室
- 平成20年8月　大臣官房総務課監察査察室長
- 平成21年7月　総合外交政策局安全保障政策課国際平和協力室長
- 平成21年12月　内閣官房内閣総務官室（～平成22年4月） 内閣官房国家戦略室 企画調査官
- 平成22年4月　内閣官房内閣参事官（内閣総務官室）
- 平成23年3月　兼内閣府 参事官(政策統括官(防災担当)付）(～平成23年7月）
- 平成23年8月　外務省中南米局中米カリブ課長
- 平成25年8月　総合外交政策局軍縮不拡散・科学部軍備管理軍縮課長
- 平成27年9月　宮崎県警察本部長
- 平成29年9月　外務省在サンパウロ日本国総領事館 総領事
- 令和2年8月　防衛省防衛政策局次長
- 令和4年8月　在サンフランシスコ日本国総領事館 総領事
- 令和5年9月　外務省中南米局長

## 同期
- 麻妻信一（24年ナミビア大使）
- 新居雄介（24年イスラエル大使・22年国際情報統括官・21年国際情報統括官付兼総合外交政策局審議官）
- 伊従誠（23年シアトル総領事）
- 岩本桂一（24年領事局長）
- 遠藤和也（24年フィリピン大使・22年国際協力局長・21年総合外交政策局兼領事局審議官）
- 大隅洋（23年サンフランシスコ総領事）
- 貴島善子（23年広州総領事）
- 小林麻紀（23年外務報道官・21年中南米局長・17年東京五輪組織委員会広報局長）
- 兒玉良則（23年ホノルル総領事）
- 徳田修一（24年在ロシア大使館公使・22年シドニー総領事）
- 山中修（24年シドニー総領事）